# Romagnano (Grezzana)
Romagnano is een plaats (frazione) in de Italiaanse gemeente Grezzana.